# Raúl Lozza

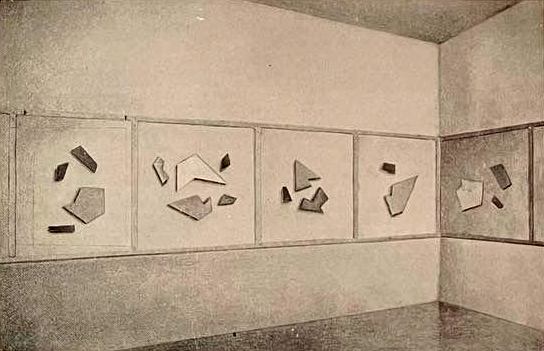
Obras de Lozza en la Primera Exposición del Perceptismo. Galería Van Riel, Buenos Aires, octubre de 1949.

Elbio Raúl Lozza (Alberti, 27 de octubre de 1911-La Paternal, 27 de enero de 2008) fue un destacado artista plástico argentino.

## Trayectoria
Formó parte del Grupo Arte Concreto Invención en la década de 1940.
En 1949 creó el movimiento perceptista y en 1950 la revista Perceptismo.

## Premios
- Medalla de Oro, Cámara de Diputados, 1971.
- Medalla de Oro a la Trayectoria, Asociación Argentina de Críticos de Arte, 1986.
- Premio Don Quijote y Sancho, el Palanza, Academia Nacional de Arte, 1991.
- Premio Consagración Nacional, 1992.
- Premio Konex de Platino, 1992.
- Premio Cultura Nación, 2007.
- Premio de Honor, Fundación Fortabat.
- Premio  Leonardo, Museo Nacional de Bellas Artes.